# Martin Wright (bioingénieur)
Pour les articles homonymes, voir Martin Wright.
Basil Martin Wright (né le 20 décembre 1912 et mort le 4 mars 2001) était un bioingénieur britannique connu pour avoir inventé plusieurs instruments médicaux notoires, dont le peak flow meter (débitmètre de pointe) et le pousse-seringue. L'« alcoolmètre » qu'il a développé a reçu un Queen's Award for Industry et est l'éthylotest le plus souvent utilisé sur la route au Royaume-Uni,,,,,,.

## Jeunesse
Wright est né à Dulwich en 1912, fils d'un pasteur de l'Église d'Angleterre, et a fait ses études au Winchester College et au Trinity College, à Cambridge, duquel il sortit diplômé de physiologie. Par la suite, il travailla au St Bartholomew's Hospital et devint docteur en 1938.

## Carrière
Après avoir travaillé à l'hôpital en tant que docteur, il rejoint le Royal Army Medical Corps en 1942 et y exerça le métier de pathologiste. Durant la Seconde Guerre mondiale, il a été affecté à la Sierra Leone, et après la guerre, à Singapour, où il organisa le rétablissement des services médicaux. Il obtient le grade de Colonel, et après la démobilisation, continua à travailler en tant que pathologiste, avant de rejoindre le Conseil de la Recherche Médicale pour un nouveau service à l'Hôpital de Llandough étudiant la pneumoconiose. Le service eut alors besoin d'outils qui n'existaient pas encore, et Wright les développa lui-même. Pour mesurer les fonctions pulmonaires, en 1956, il inventa le débitmètre de pointe. Après que les résultats des recherches du service ont été publiés en 1959, le « peak flow » devint une mesure standard des fonctions respiratoires pour la plupart des maladies pulmonaires. Des millions de débitmètres de pointe ont depuis été produits.
Wright a continué à développer plusieurs autres innovations médicales.